# Galumnopsis rostrata
Galumnopsis rostrata är en kvalsterart som beskrevs av Balogh 1962. Galumnopsis rostrata ingår i släktet Galumnopsis och familjen Galumnellidae. Inga underarter finns listade i Catalogue of Life.